# 飯能松竹
飯能松竹（はんのうしょうちく）は、かつて埼玉県飯能市仲町にあった映画館。飯能興業株式会社が経営していた。飯能松竹映画劇場（はんのうしょうちくえいがげきじょう）という表記も見られる。

## 歴史・概要
1923年（大正12年）に活動常設館「春日館」として開館した。館名は土地の提供者「奈良氏」に由来し、付近の通りも「春日通り」と呼ばれるようになった。活動弁士がセリフをしゃべり、楽団が演奏をする活動写真から、昭和初期にトーキーに変わった。
戦後、館名を「飯能松竹」に改名した。1948年（昭和23年）5月4日、飯能文化協会により募集された新民謡の入選歌発表が行われた。ストリップショーの実演や成人映画『極秘女拷問』の上映を行っていたことが1968年（昭和43年）に撮影された写真から窺える。飯能市出身の声優・かわむら拓央は小学時代に『風の谷のナウシカ』（宮崎駿監督）と『死霊のはらわた』（サム・ライミ監督）を観た思い出を自身のブログで語っている。

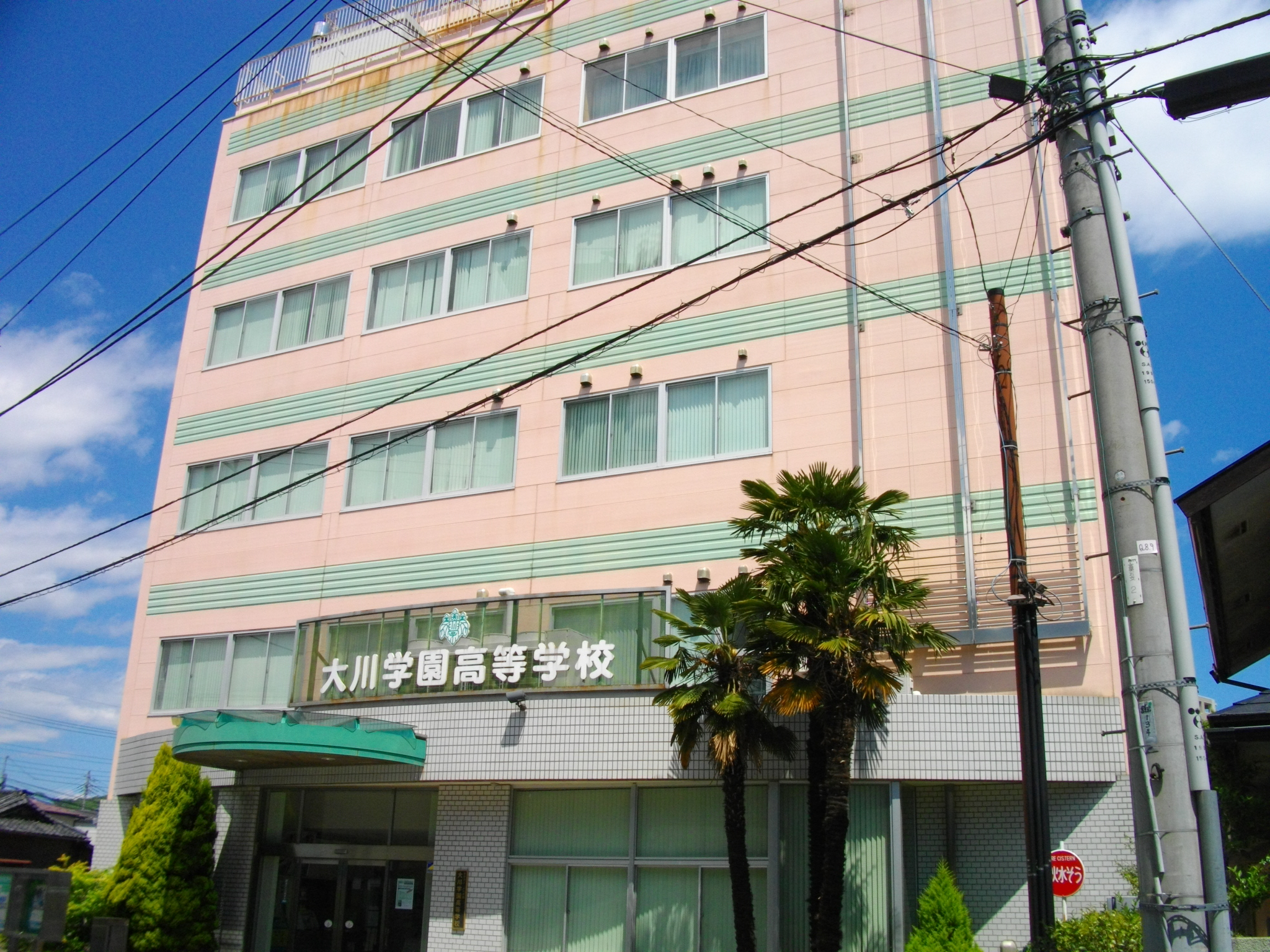
飯能松竹跡地に建てられた大川学園高等学校

飯能市内唯一の映画館であったが、1991年（平成3年）に経営者が早逝したため閉館した。現在、跡地には大川学園高等学校（2005年開校）が立地している。
飯能地方には、1916年（大正5年）に開館した映画・芝居の常設館「飯能座」、原市場の「原市場館」といった映画館が存在していた。1957年（昭和32年）及び1963年（昭和38年）の時点では、飯能市内の映画館は、当館と「飯能日活」（飯能日活映画劇場）の2館が存在していた。1983年（昭和58年）の時点では、当館が飯能市内で唯一の映画館となっていた。

## その他
埼玉県飯能市を舞台にしている漫画「ヤマノススメ」のOVA化作品『ヤマノススメ おもいでプレゼント』の前編である「Present1 夏 ここなの8/31」で、飯能松竹が題材にされているシーンがある。